# Stranddvärgspindel
Stranddvärgspindel (Sibirocyba incerta) är en spindelart som först beskrevs av Kulczynski 1916.  Stranddvärgspindel ingår i släktet Sibirocyba och familjen täckvävarspindlar. Arten är reproducerande i Sverige. Inga underarter finns listade i Catalogue of Life.